# Cuora
Cuora – rodzaj żółwi z rodziny batagurowatych (Geoemydidae).

## Zasięg występowania
Rodzaj obejmuje gatunki występujące w południowej i południowo-wschodniej Azji (Chińska Republika Ludowa, Republika Chińska, Indie, Bhutan, Bangladesz, Mjanma, Laos, Wietnam, Kambodża, Tajlandia, Malezja, Singapur, Japonia, Filipiny, Brunei, Indonezja i Timor Wschodni).

## Systematyka

### Etymologia
- Cuora: etymologia nieznana, J.E. Gray nie wyjaśnił pochodzenia nazwy rodzajowej[2].
- Cistoclemmys: gr. κιστη kistē „skrzynia, pudło”[7]; κλεμμυς klemmus „żółw”[8]. Gatunek typowy: Cistoclemmys flavomarginata J.E. Gray, 1863.
- Pyxiclemmys: gr. πυξις puxis „pudełko, szkatułka”[9]; κλεμμυς klemmus „żółw”[8]. Gatunek typowy: Sternothaerus trifasciatus Bell, 1825.
- Pyxidea: rodzaj Pyxis Bell, 1827; ιδεα idea „forma, kształt”[10]. Gatunek typowy: Cyclemys mouhotii J.E. Gray, 1862.

### Podział systematyczny
Do rodzaju należą następujące gatunki:
- Cuora amboinensis (Daudin, 1801) – pudełecznik sundajski[11]
- Cuora aurocapitata Luo & Zong, 1988
- Cuora bourreti Obst & Reimann, 1994
- Cuora cyclornata Blanck, McCord & Le Minh, 2006
- Cuora flavomarginata (J.E. Gray, 1863)
- Cuora galbinifrons Bourret, 1939
- Cuora mccordi Ernst, 1988
- Cuora mouhotii (J.E. Gray, 1862)
- Cuora pani Song, 1984
- Cuora picturata Lehr, Fritz & Obst, 1998
- Cuora trifasciata (Bell, 1825) – pudełecznik trójpasy
- Cuora yunnanensis (Boulenger, 1906)
- Cuora zhoui Zhao, Zhou & Ye, 1990